# ダナンジャーニ経
『ダナンジャーニ経』（ダナンジャーニきょう、巴: Dhanañjāni-sutta, ダナンジャーニ・スッタ）とは、パーリ仏典経蔵中部に収録されている第97経。『陀然経』（だねんきょう）、『梵志陀経』（ぼんしだきょう）とも。
類似の伝統漢訳経典としては、『中阿含経』（大正蔵26）の第27経「梵志陀然経」がある。
サーリプッタ（舎利弗）が、婆羅門ダナンジャーニ（陀然）に仏法を説く。

## 構成

### 登場人物
- サーリプッタ（舎利弗）
- ダナンジャーニ（陀然） --- 婆羅門であり一応は仏教帰依者。サーリプッタの友人。

### 場面設定
ある時、釈迦たちはラージャガハ（王舎城）のカランダカニヴァーパ（竹林精舎）に滞在していた。
サーリプッタ（舎利弗）は近辺に住んでいる旧友である婆羅門ダナンジャーニ（陀然）の元を訪れる。
精進に励んでいるか問うサーリプッタに、ダナンジャーニは出家してない世俗の人間が負わなければならない7つの義務を述べ、そんな余裕は無いと答える。サーリプッタは立場に関係無く行いの善悪が重要であることを説く。
後日、重病を患ったダーナンジャーニをサーリプッタが見舞う。梵天を信仰している婆羅門である彼は、転生先として無色界よりも梵天界を望む。
死後、ダナンジャーニは望み通り梵天界に生まれ変わる。

## 日本語訳
- 『南伝大蔵経・経蔵・中部経典3』（第11巻上） 大蔵出版
- 『パーリ仏典 中部（マッジマニカーヤ）中分五十経篇II』 片山一良訳 大蔵出版
- 『原始仏典 中部経典3』（第6巻） 中村元監修 春秋社